# 1992 SU
1992 SU är en asteroid i huvudbältet som upptäcktes den 23 september 1992 av den amerikanska astronomen Eleanor F. Helin vid Palomarobservatoriet.
Asteroiden har en diameter på ungefär 17 kilometer.